# 走査型熱顕微鏡
走査型熱顕微鏡（そうさがたねつけんびきょう、Scanning thermal microscopy : SThM）は、走査型プローブ顕微鏡の一種。

## 概要
走査型プローブ顕微鏡(SPM)の一種で温度計測機能を付加して数10 nm以下の高い空間分解能で試料表面の温度や熱物性値の分布を計測する。複数の形式があり、それぞれ一長一短がある。
最初の熱の分布を可視化するSPMは1986年に報告された試料に近接させた加熱探針の温度変化を絶縁体の形状計測に利用した Scanning Thermal Profilerで、1989年に走査型トンネル顕微鏡 (STM)を利用して金属探針と金属試料表面の起電力を測定するナノスケールでの光熱変換顕微測定法および光熱変換分光法が示された。接触ポテンシャル を利用した熱伝導性の計測が1992年に報告され、微細熱電対カンチレバーを用いた電子素子の温度分布計測が1993年に報告され、Wollastonワイヤーを利用した測温抵抗体(RTD)を使用した計測が1994年に報告された。

## 種類
接触ポテンシャル型
探針を試料に近接させて試料と探針間のポテンシャルを計測する。
熱電対型
探針の先端部に熱電対が備えられる。
測温抵抗体型
試料に接したカンチレバーの熱による抵抗値の変化を検出。
熱変形型
カンチレバーの熱変形を計測。
熱膨張型
交流加熱した試料の熱膨張を計測。
光学型
試料の反射率を近接場光の散乱で検出。

## 用途
- 材料開発
- 半導体素子の微細な熱源の調査